# Hugo Wieslander
Karl Hugo Wieslander (Kronoberg, 11 giugno 1889 – Stoccolma, 24 maggio 1976) è stato un multiplista svedese.

## Carriera
Secondo classificato nella gara di decathlon ai Giochi olimpici di Stoccolma 1912, per 69 anni fu accreditato della medaglia d'oro, che non gli fu tolta nemmeno quando Jim Thorpe, il vincitore, fu riaccreditato dell'oro nel 1982.

## Palmarès
| Anno | Manifestazione  | Sede      | Evento    | Risultato | Punteggio |
| ---- | --------------- | --------- | --------- | --------- | --------- |
| 1912 | Giochi olimpici | Stoccolma | Decathlon | Argento   | 7.724,495 |